# Картинная галерея Ильи Глазунова
Карти́нная галере́я Ильи́ Глазуно́ва (Государственное бюджетное учреждение культуры города Москвы «Московская государственная картинная галерея народного художника СССР Ильи Глазунова») — художественная галерея народного художника СССР Ильи Глазунова, расположенная по адресу улица Волхонка, дом 13. Образована 31 августа 2004 года.

## История

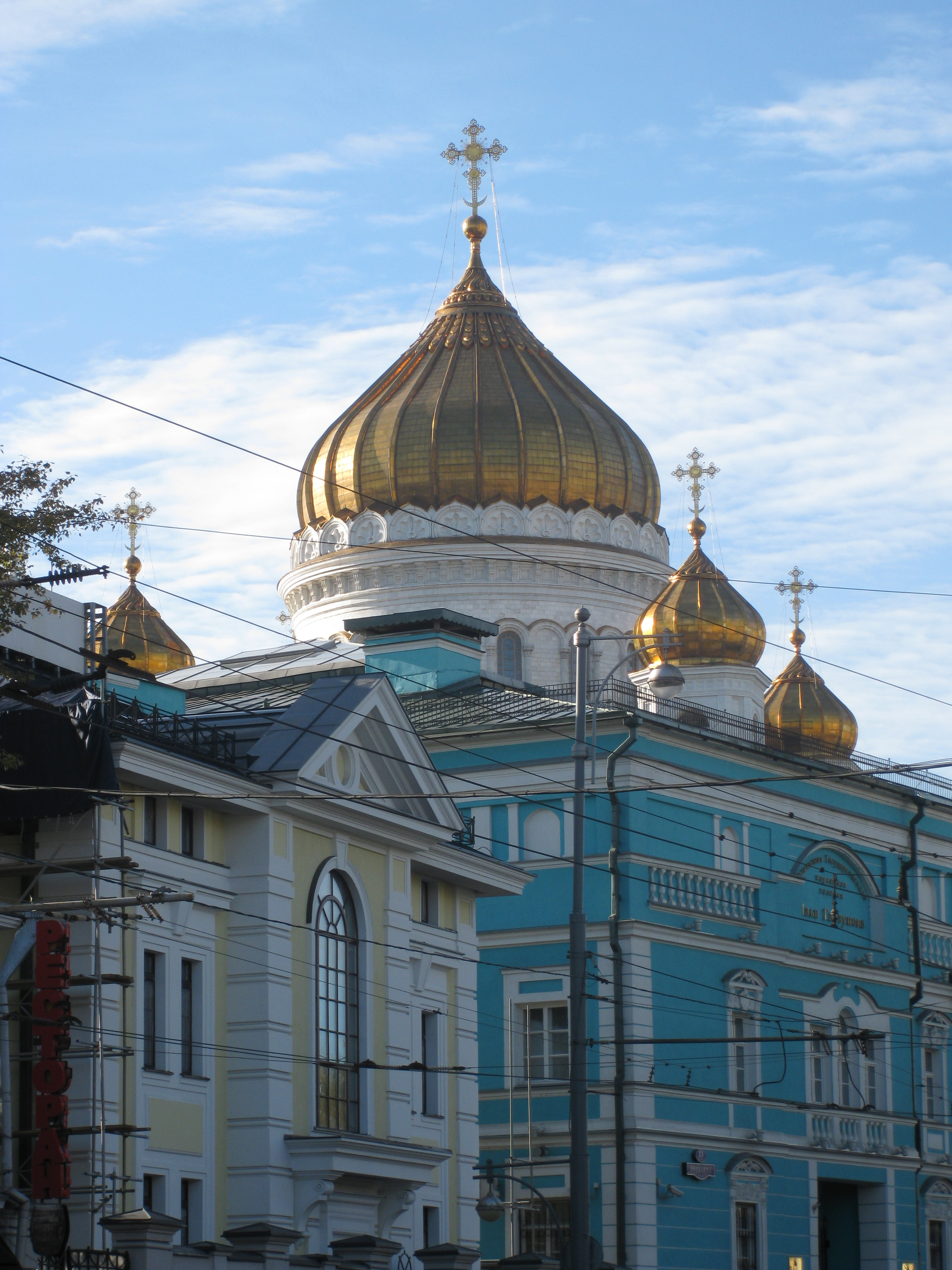
Купола Храма Христа Спасителя за зданием галереи Глазунова, 2009 год

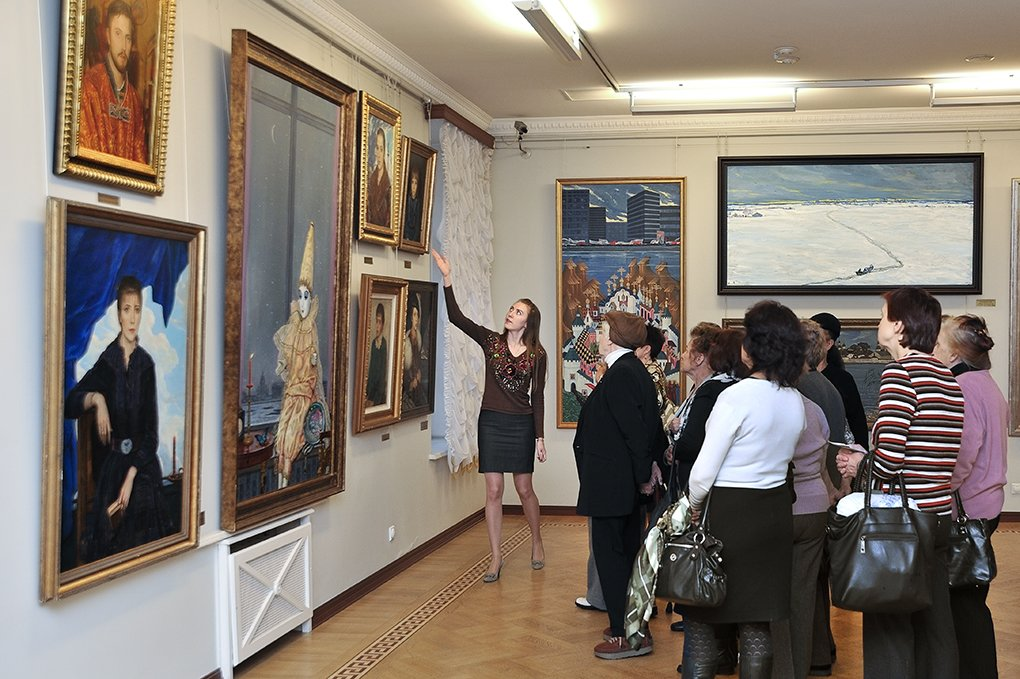
Экскурсионная группа в залах художественной галереи Глазунова, 2015 год

### Предыстория участка
Дом, который занимает галерея, был построен в 1812 году, предположительно, по проекту архитектора Афанасия Григорьева. В те времена территория являлась частью владений рода Нарышкиных. После смерти генерал-поручика Василия Нарышкина имение было разделено между племянницами, унаследовавшими землю. Особняк неоднократно перестраивался и позднее его приобрела княжна Мария Петровна Оболенская, которая являлась вдовой генерала Дмитрия Сергеевича Дохтурова. В 1856-м строение перешло в собственность полковника Сергея Трубецкого, помилованного после восстания декабристов.
После Октябрьской революции имение разделили на квартиры, которые в разное время снимали художник Вадим Рындин, создатель нового чувашского алфавита Иван Яковлев и его сын академик Алексей Яковлев. С 1968 года в здании действовал Дом науки и техники с кинотеатром.

### Открытие и деятельность
В 1997 году к 850-летию столицы заслуженный деятель искусств Илья Глазунов подарил городу более 300 работ. По распоряжению правительства Москвы для их размещения был выделен дом на улице Волхонке, который планировалось переоборудовать в музей. Реконструкция помещений финансировалась из городского бюджета, и в общей сложности на неё было потрачено в четыре раза больше средств, чем планировалось изначально. Художник так описывал реставрацию строения:
И помню, как мы впервые вошли сюда, — фактически это был не дом, а руина. А когда-то в этом самом Доме науки и техники на Волхонке, 13, была моя выставка. И я как человек, выросший в Петербурге и любящий архитектуру, сам создал проект как внутреннего убранства, так и экстерьера; пристроили ротонду.
В галерее существует семь выставочных залов, в которых представлены подаренные Глазуновым работы. Для людей с ограниченными возможностями в музее проводятся специализированные экскурсии, а помещения оборудованы лифтами и пандусами. На территории комплекса проходят фестивали, вечера классической музыки, научные конференции, лекции и экскурсии для школьников. Музейные работники организуют выставки творений художника в детских больницах. В 2009 году в честь 79-летия Ильи Глазунова выставку посетил Владимир Путин. В день похорон Ильи Глазунова, 11 июля 2017 года, музей работал бесплатно, а в специально созданной книге памяти можно было оставить слова благодарности художнику.

## Экспозиция
В 2014 году музей отпраздновал юбилей, к тому моменту экспозиция насчитывала более 1250  единиц хранения:
<...> все эти многочисленные крупноформатные работы хранились прежде на валах — в ящиках, в подсобных помещениях... Экспонировались они только на выставках, и самое грустное чувство возникало после Манежа, когда сначала ты видишь эту опоясывающую очередь, ажиотаж, поздравления, а потом тебе говорят: «Ваша выставка закрывается» — и веревки свисают со стен, будто после казни.Илья Глазунов
 Разнообразие художественных жанров, представленных в галерее, объясняется многогранным творчеством Ильи Глазунова. Экспозицию составляют пейзажи, картины в технике коллаж, портреты культурных и общественных деятелей страны, картины на историческую тематику, образы цикла «Город», эскизы театральных декораций, созданные во второй половине ХХ – начала XXI века. Особое место отведено монументальным полотнам: «Вечная Россия», «Мистерия XX века», «Великий эксперимент», «Рынок нашей демократии», которые иллюстрируют исторические события в восприятии художника. Также в галерее представлены всемирно известные творения Глазунова: «Русский Икар», «Русская красавица», «Господин Великий Новгород», «Царевич Дмитрий» и другие. Также представлены портреты и фотографии общественных деятелей: дипломата Андрея Громыко, генерального секретаря ЦК КПСС Леонида Брежнева, короля Швеции Карла XVI Густава, президента Италии Алессандро Пертини революционера Фиделя Кастро, актрисы Джины Лоллобриджиды,  актёра Иннокентия Смоктуновского,  режиссёра Федерико Феллини и многих других.
Собрание графических работ «Образы русской литературы» составляют иллюстрации к произведениям Фёдора Достоевского, Михаила Лермонтова, Александра Блока, Александра Куприна, Николая Лескова и других. К каждой зарисовке прилагаются выдержки из литературных творений, а зал украшают манекены в народных костюмах. Дополняют коллекцию фотографии интерьеров Большого Кремлёвского дворца, Российского посольства в Испании, Российской Академии живописи, ваяния и зодчества, интерьеры которых были выполнены по рисункам художника.

## Музей сословий

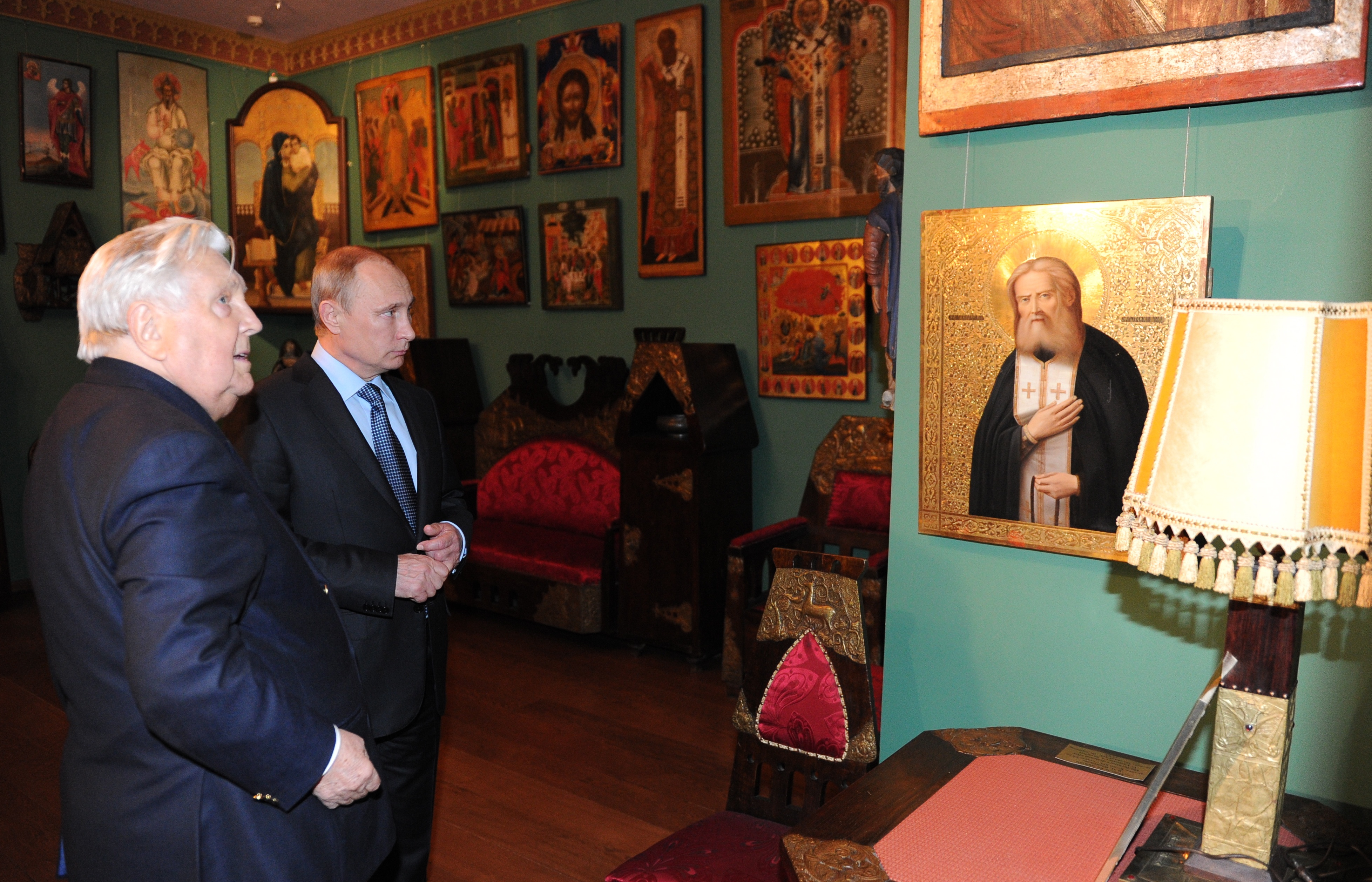
Владимир Путин и Илья Глазунов во время осмотра Музея сословий России, 2015 год

В сентябре 2006 года власти города решили реконструировать соседствующее с галерей здание, которое занимали ГУП «Финансово-хозяйственное управление комплекса архитектуры Москвы» и «Экологический надзор по городу Москве», для расширения музейного комплекса Ильи Глазунова. По этому случаю художник пожертвовал городу личную коллекцию картин европейских и русских живописцев, икон XV—XX веков, гравюр, лубков, мебели, бронзовых часов, раритетных старообрядческих книг. По замыслу художника, выставка должна была представлять быт сословий дореволюционной России — дворянство, духовенство и крестьянство. Проект реставрации был подготовлен архитектурным бюро «Моспроект М-14», а руководителем работ, которые изначально планировалось закончить к 2010 году, являлся сам Глазунов.
Восстановленное здание соединено с основным пространством галереи переходом на втором этаже. Кроме выставочных залов, на территории Музея сословий действуют музыкальный салон, общественная библиотека, а также реставрационные мастерские. Первый этаж заняла экспозиция, посвящённая российскому дворянству, выставка второго — отсылает к временам царя Алексея Михайловича и демонстрирует православные предметы искусства. Залы верхнего этажа оформлены в стиле крестьянской избы, где представлены предметы быта. Помещения украшены лепными элементами, венецианской штукатуркой и росписями, свойственными разным губерниям страны. Во время отделочных работ применялись технологии древнерусских мастеров. Открытие музея было приурочено ко Дню России и состоялось 12 июня 2017 года. Незадолго перед этим подготовленную экспозицию осмотрели Владимир Путин и мэр Москвы Сергей Собянин.
Экспозицию составляют предметы быта и творчества народов России, собранные и спасённые от уничтожения Глазуновым. Среди прочего выставлены национальные костюмы, наличники, камины, предметы мебели, иконы, монастырские ложки, вышивки. Также в музее представлена картина итальянского художника Гверчино, которая в своё время принадлежала Наполеону.